# Roman Nitsch
Roman Franciszek Henryk Nitsch (ur. 5 września 1873 w Podchybiu, zm. 29 marca 1943 w Warszawie) – polski lekarz, serolog i bakteriolog. Profesor Uniwersytetu Warszawskiego
Brat stryjeczny Kazimierza Nitscha – znanego polskiego językoznawcy i polonisty. Mąż rzeźbiarki Ludwiki Nitschowej. Bratową Romana była Aniela Gruszecka, polska pisarka. Ukończył szkołę powszechną w Wadowicach.
Po przeprowadzce z rodzicami do Krakowa ukończył Gimnazjum św. Anny. Studia odbył w latach 1893-1898 na Uniwersytecie Jagiellońskim w Krakowie. Po uzyskaniu doktoratu wszech nauk lekarskich w 1899 pracował w Klinice Chorób Wewnętrznych jako elew oraz na Oddziale Chirurgicznym Szpitala św. Łazarza. W 1900 Odo Bujwid zaproponował mu asystenturę przy Katedrze Higieny i Bakteriologii Wydziału Lekarskiego 
Uniwersytetu Jagiellońskiego. W 1902 wziął udział w ekspedycji do Baku, wysłanej  w celu badania rzeki Kury, zajął się tam badaniami nad wścieklizną. Wyniki swoich badań opublikował i na tej podstawie w 1907 uzyskał habilitację z bakteriologii. Przez rok pracował naukowo w Paryżu i wielu innych miastach. W czasie I wojny światowej brał udział w pracach, powołanego przez biskupa Adama Stefana Sapiehę, Książęco-Biskupiego Komitetu Pomocy dla Dotkniętych Klęską Wojny. W 1915 został mianowany bezpłatnym  profesorem nadzwyczajnym bakteriologii i higieny Uniwersytetu Jagiellońskiego i przejął wykłady po profesorze Bujwidzie. Pod koniec 1919 przeniósł się do Warszawy, gdzie jako profesor zwyczajny bakteriologii przez 24 lata 
pełnił funkcję kierownika Katedry Serologii i Mikrobiologii Uniwersytetu Warszawskiego. 
Opublikował wiele prac z zakresu serologii oraz bakteriologii (m.in. Surowice i szczepionki). Napisał pracę o wściekliźnie. Przeprowadzał na sobie doświadczenia z żywym zarazkiem. Prowadził działalność dydaktyczną, wychowawczą i społeczną wśród młodzieży akademickiej, od 1930 członek czynny Polskiej Akademii Umiejętności. W 1938 odznaczony Krzyżem Komandorskim Orderu Odrodzenia Polski. Do 1939 był prezesem Komitetu Instytutu Radowego im. Marii Skłodowskiej-Curie. 
Po wybuchu drugiej wojny światowej, pełniąc nadal (mimo likwidacji przez Niemców Komitetu) funkcję prezesa Komitetu Instytutu Radowego, ukrył rad przed Niemcami. W czasie okupacji pracował jako zwykły lekarz w pracowni bakteriologicznej Szpitala Dzieciątka Jezus. Organizował również konspiracyjne wykłady bakteriologii. Zmarł 29 marca 1943 w Warszawie (po przebiciu wrzodu żołądka, na który od lat cierpiał). Pochowany na cmentarzu Powązkowskim (kwatera 345 wprost-1-5).

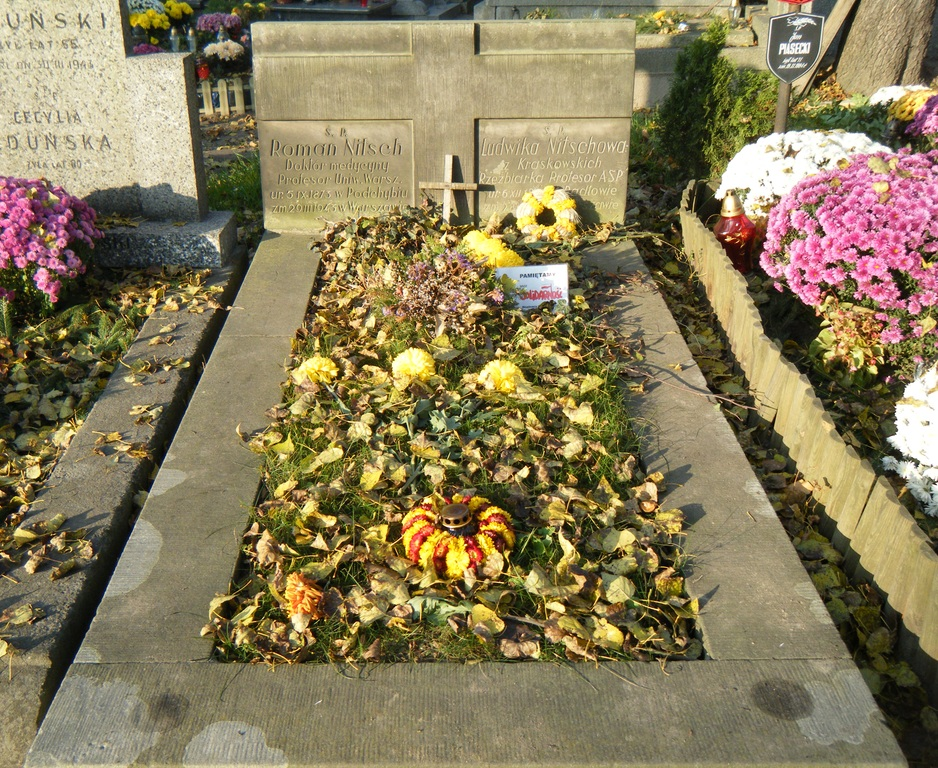
Grób Ludwiki Nitschowej i Romana Nitscha na cmentarzu Powązkowskim